# Moorgate (stanice metra v Londýně)
Moorgate je stanice londýnského metra a také železniční stanice v londýnské City. Byla otevřena 23. prosince 1865. Spadá do tarifní zóny 1. Nachází se na linkách:
- Circle Line (mezi stanicemi Barbican a Liverpool Street)
- Hammersmith & City Line (mezi stanicemi Barbican a Liverpool Street)
- Metropolitan Line (mezi stanicemi Barbican a Liverpool Street)
- Northern Line (mezi stanicemi Bank a Old Street)

V rámci projektu Crossrail byla 24. května 2022 otevřena Elizabeth Line. Ta obsluhuje sousední stanici Liverpool Street, ale její nástupiště dosahují až k Moorgate, čímž jsou obě stanice propojené a je možný přímý přestup.